# Ривалта, Аугусто

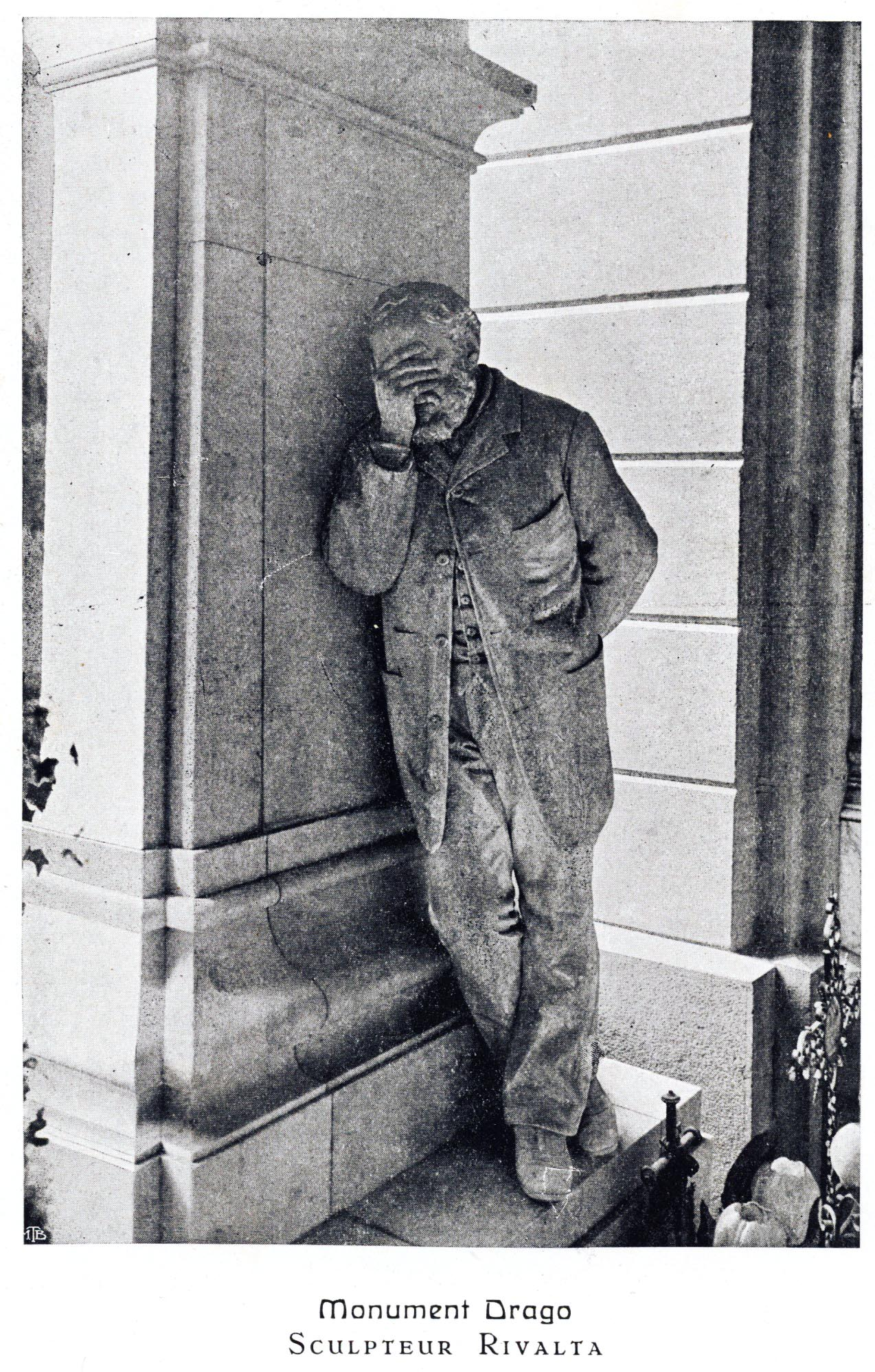
Намогильный памятник Джулио Чезаре Драго, мецената

Аугусто Ривалта (итал. Augusto Rivalta; 1835 или 1838, Алессандрия, Пьемонт — 14 апреля 1925, Флоренция) — итальянский скульптор-неоклассик, педагог.

## Биография

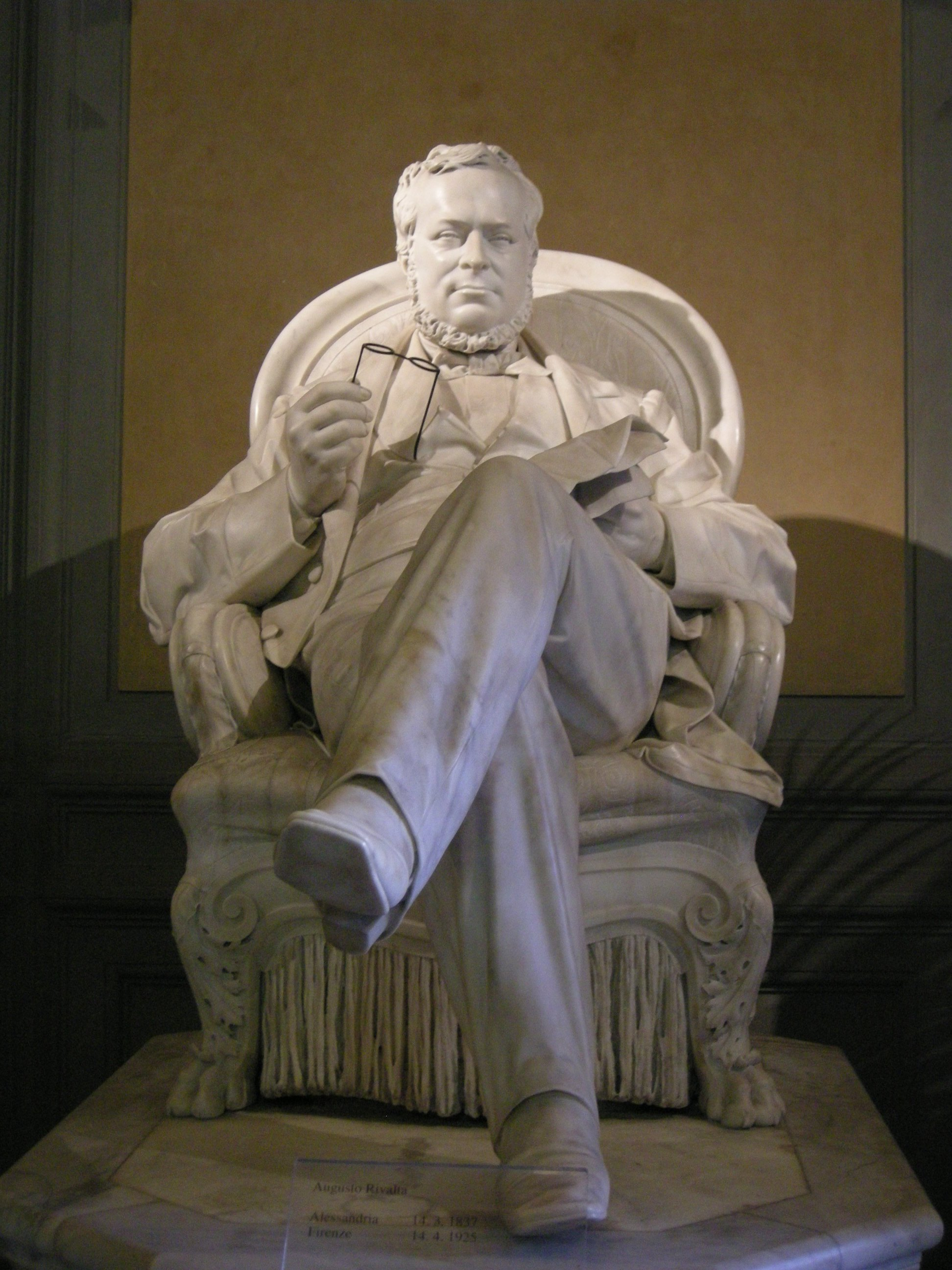
Статуя Бенсо ди Кавуру

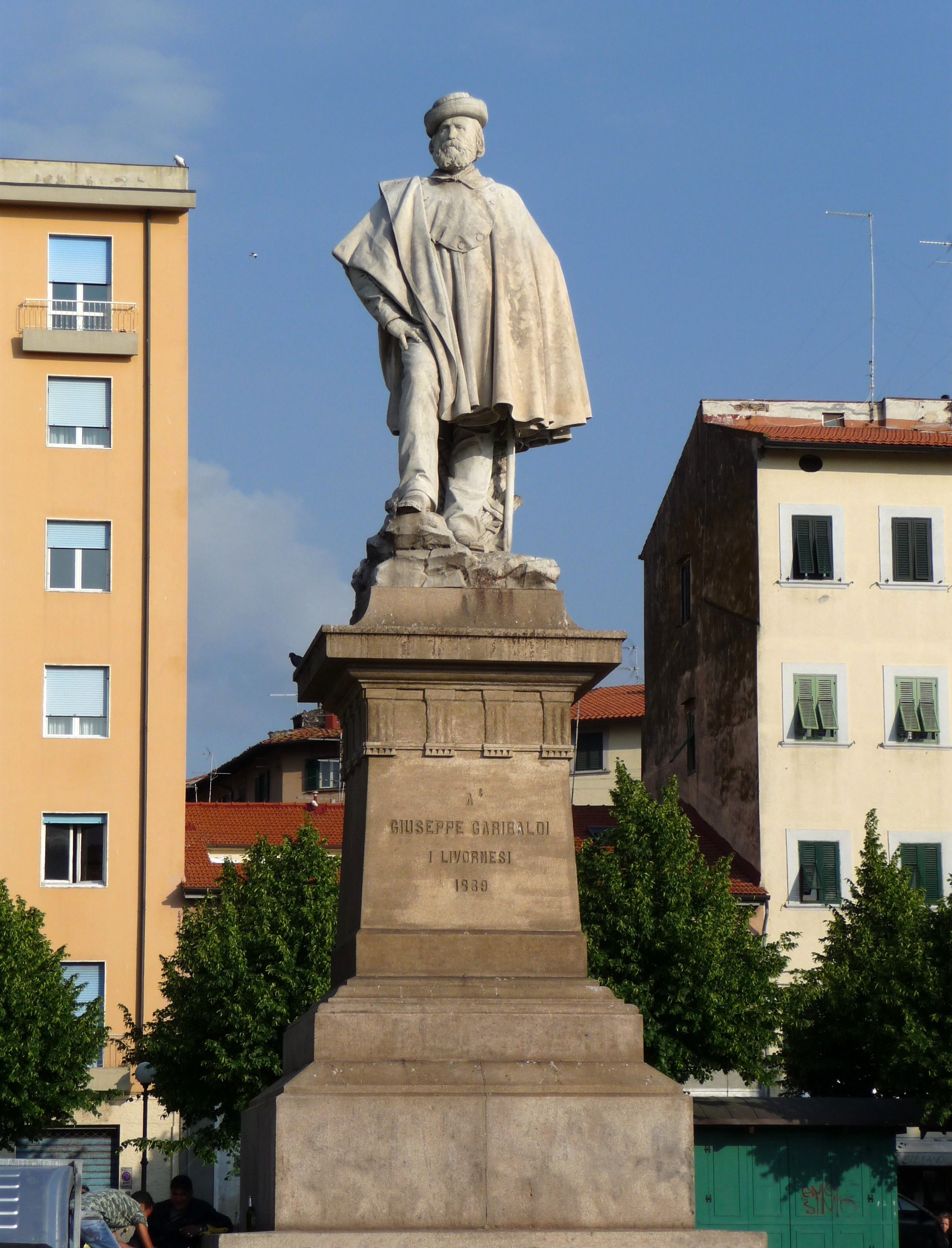
Памятник Дж. Гарибальди в Ливорно

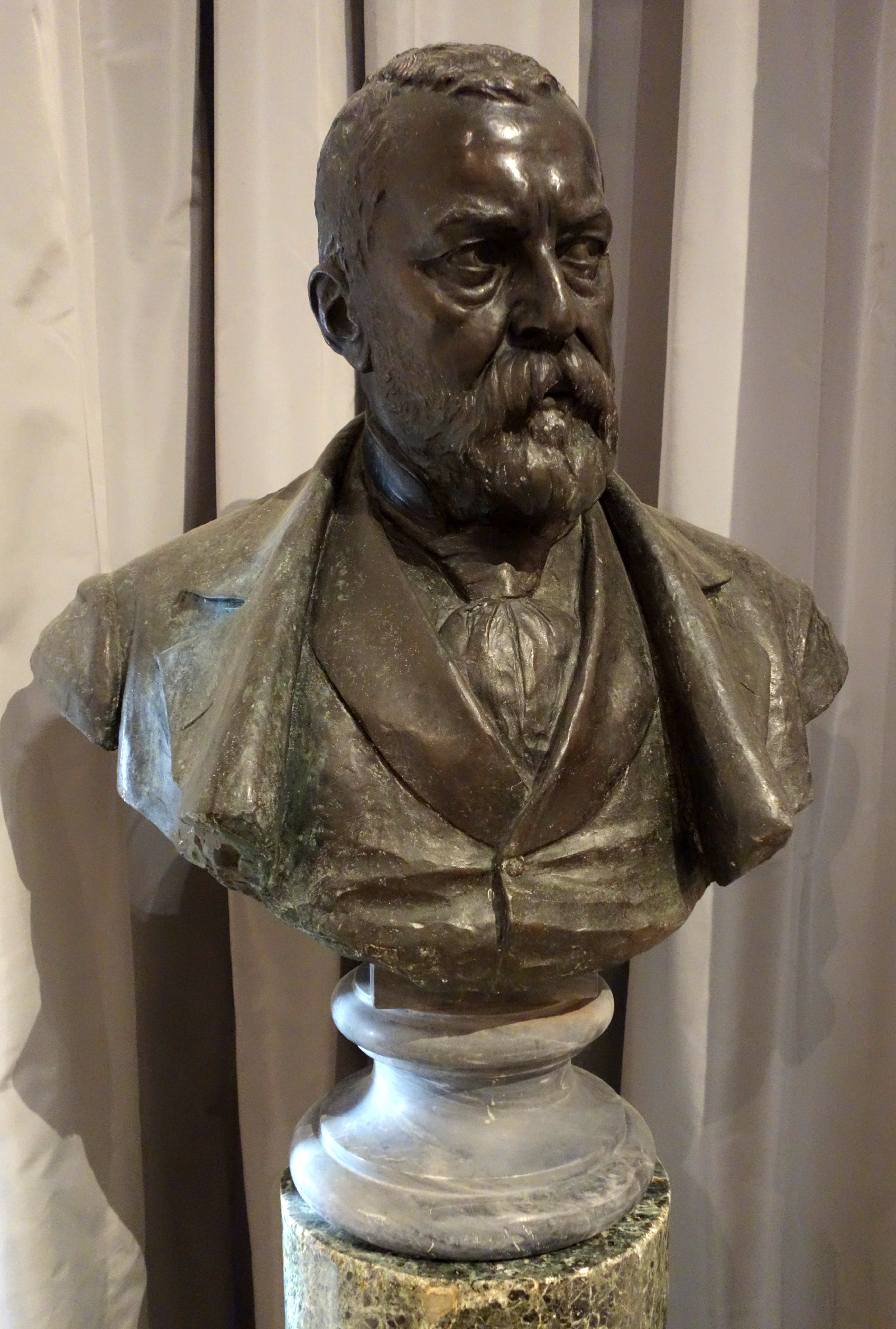
Бюст художника Т. Луксоро

Учился ваянию в Академии изобразительных искусств «Ligustica» в Генуе. В 1859 году отправился во Флоренцию для дальнейшего обучения в студии Джованни Дюпре. Участник группы художников Маккьяйоли.
Среди его первых проектов был памятник графу Бенсо ди Кавуру в Турине, хотч жюри встало на сторону Ривальты, комиссия была отдана более авторитетному Дюпре. Статуя Ривальты была установлена во дворе Национального банка (Banca Nazionale) во Флоренции.
Участник Рисорджименто.
С 1874 года заведовал кафедрой скульптуры в Академии изящных искусств во Флоренции.
Автор памятников, мемориалов, бюстов многих его лидеров и героев национального единства, включая Дж. Гарибальди, Бенсо ди Кавуру, Б. Рикасоли и Виктора Эммануила II. Он также является автором около восьми мемориалов на кладбище Стальено в Генуе, памятников Дж. Гарибальди на Пьяцца Феррари в Генуе (конный) и Ливорно.
Похоронен на кладбище Порте-Санте во Флоренции.